# Вардисубани (Лагодехский муниципалитет)
Вардисубани (груз. ვარდისუბანი) — село в Грузии, в муниципалитете Лагодехи края Кахетия.

## География
Село расположено в восточной части края, в 15 километрах по прямой к юго-западу от центра муниципалитета Лагодехи. Высота центра — 230 метров над уровнем моря.

## Население
По данным переписи населения 2014 года, в селе проживало 1036 человек.
| Год  | Население | Мужчины | Женщины |
| ---- | --------- | ------- | ------- |
| 2002 | 1379      | 668     | 711     |
| 2014 | 1036      | 513     | 523     |